# رغدة متوحشة (فلم)
رغدة متوحشة  هو فيلم مصري كوميدي عرضه في مصر تاريخ 17 يناير 2018. من إنتاج روتانا ستوديوز ويونايتد بروس ستوديوز وإخراج محمود كريم.
اسم الفيلم مستوحىً من فيلم أُنتج عام 1991 باسم رغبة متوحشة.

## القصة
تدور احداث الفيلم في سياق كوميدي حول الشاب إسماعيل (رامز جلال) الذي يعمل بأحد مراكز التجميل، وبالصدفة يكتشف أن أحد مخرجي الإعلانات يبحث عن وجه جديد، فيحول نفسه لفتاة من أجل تقديم الإعلان وبالفعل ينجح في ذلك قبل أن ينكشف أمره ويتعرض للعديد من المواقف الكوميدية.

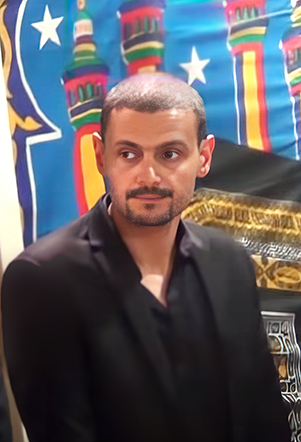
رامز جلال في دور رغدة / إسماعيل

## بطولة
| اسم الممثل  | الدور         |
| ----------- | ------------- |
| رامز جلال   | إسماعيل /رغدة |
| ريهام حجاج  | رانيا         |
| بيومي فؤاد  | أدهم          |
| إنتصار      | يسرا          |
| أحمد فتحي   | سامح          |
| محمد ثروت   | جريشة         |
| سامي مغاوري | ضيف شرف       |

## طاقم العمل
| الشخص           | المهمة         |
| --------------- | -------------- |
| على غالب        | قصة            |
| لؤي السيد       | سيناريو حوار   |
| محمود كريم      | مخرج           |
| ضياء جاويش      | تصوير          |
| عمرو عاصم       | مونتاج سينمائي |
| محمد حسيب       | مهندس الصوت    |
| الإخوة المتحدين | منتج           |
| حاتم سعيد       | مدير الإنتاج   |
| عبير الأنصاري   | ستايلست        |
| عمرو إسماعيل    | موسيقى         |
| عمر إمام        | ديكور          |